# 310
| Calendário gregoriano                                                        | 310 CCCX                        |
| Ab urbe condita                                                              | 1063                            |
| Calendário arménio                                                           | -242 – -241                     |
| Calendário bahá'í                                                            | -1534 – -1533                   |
| Calendário budista                                                           | 854                             |
| Calendário chinês                                                            | 3006 – 3007                     |
| Calendário copta                                                             | 26 – 27                         |
| Calendário etíope                                                            | 302 – 303                       |
| Calendários hindus - Vikram Samvat - Calendário nacional indiano - Cáli Iuga | 365 – 366 231 – 232 3410 – 3411 |
| Calendário Holoceno                                                          | 10310                           |
| Calendário islâmico                                                          | 322 BH – 321 BH                 |
| Calendário judaico                                                           | 4070 – 4071                     |
| Calendário persa                                                             | 312 BP – 311 BP                 |
| Calendário rúnico                                                            | 560                             |
| Calendário solar tailandês                                                   | 853                             |

310 (CCCX na numeração romana) foi um ano comum do século IV do Calendário Juliano, da Era de Cristo, a sua letra dominical foi A (52 semanas), teve início a um domingo e terminou também a um domingo.
| Ano completo                    |
| ------------------------------- |
| Ano comum com início ao domingo |

## Acontecimentos
- Enquanto Constantino I (Imperador Romano) fazia guerra contra os Brúcteros, Maximiano tenta usurpar o trono em Arles. As tropas de Constantino retornam de imediato, forçando Maximiano a retirar-se e a render-se em Marselha.
- Constantino constrói uma ponte sobre o Rio Reno, em Colónia.
- Sapor II torna-se rei da Pérsia.

## Nascimentos
- Ausónio, poeta Romano e retórico.
- Epifânio de Salamina, Padre da Igreja.

## Mortes
- Maximiano Daia, Imperador Romano, pai do imperador Magêncio (executado).